# Beata Virgen María de los Dolores en Plaza Buenos Aires (título cardenalicio)
Beata Virgen María de los Dolores en Plaza Buenos Aires es un título cardenalicio de la Iglesia Católica. Fue instituido por el papa Pablo VI en 1967 con la constitución apostólica Sunt hic Romae.

## Titulares
- Nicolás Fasolino (26 de junio de 1967 - 13 de agosto de 1969)
- Raúl Francisco Primatesta (5 de marzo de 1973 - 1 de mayo de 2006)
- Estanislao Esteban Karlic (24 de noviembre de 2007 - 8 de agosto de 2025)